# Pointe de la Courtine

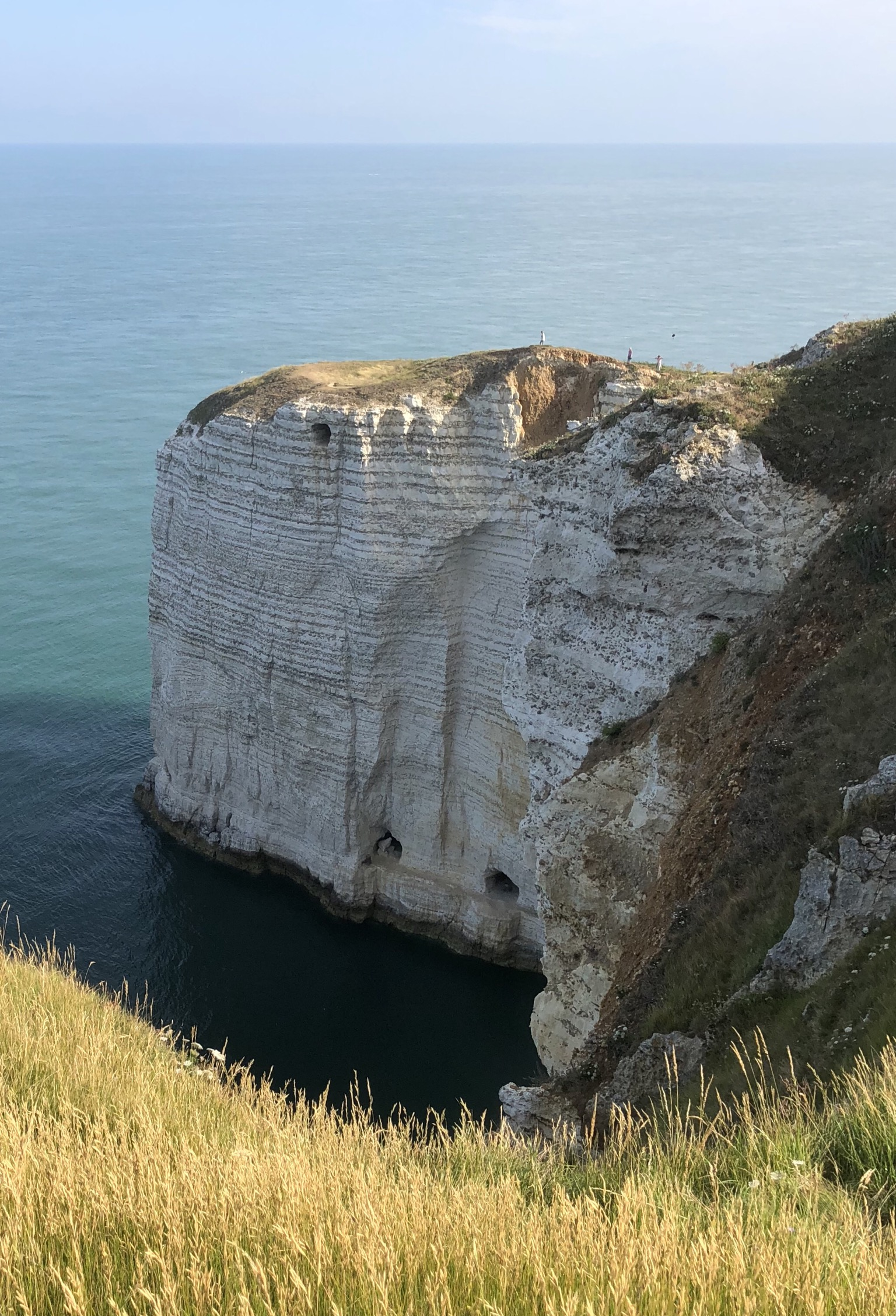
Pointe de la Courtine, Westseite, 2019

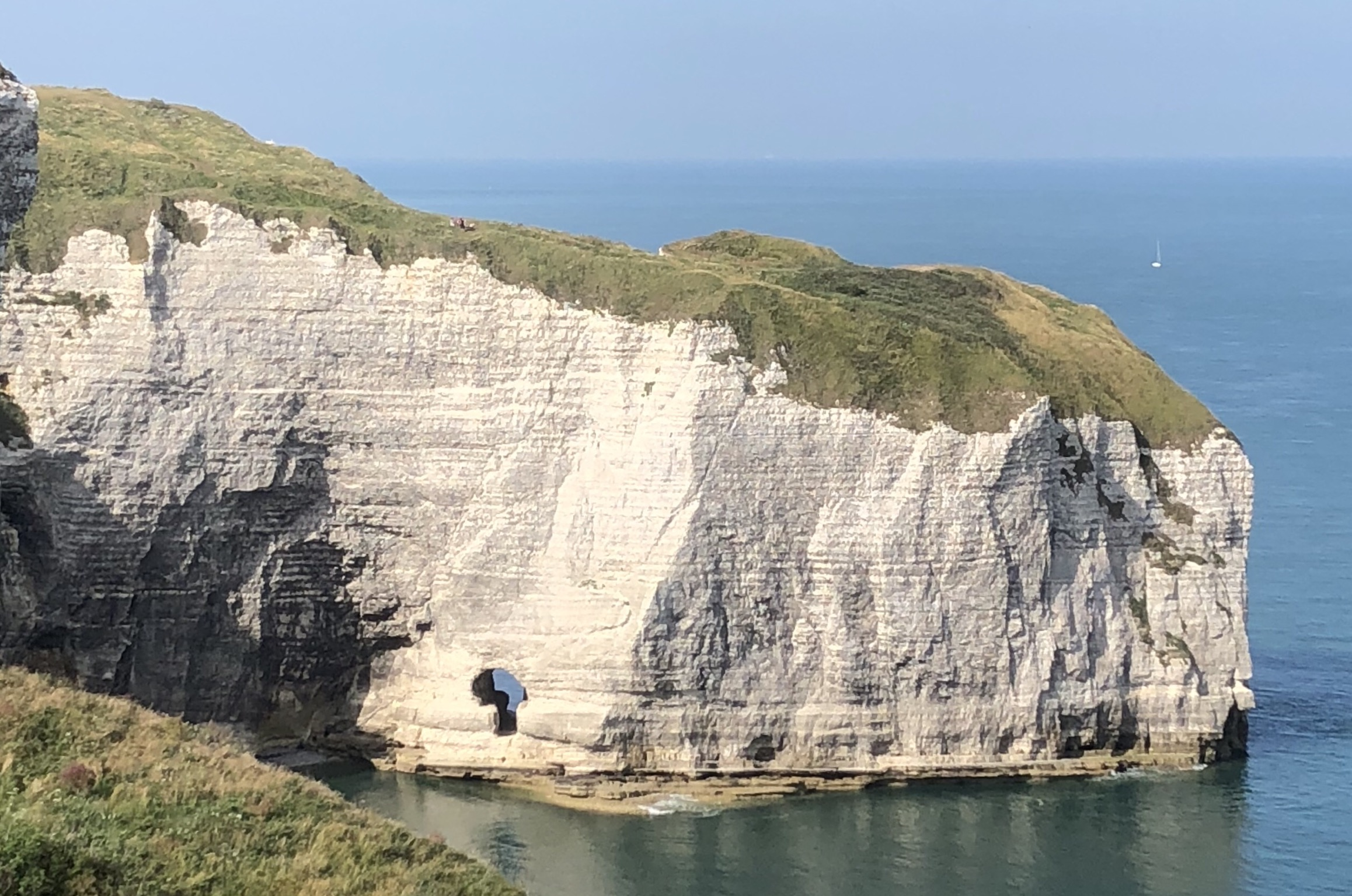
Ostseite mit Blick auf das Schlüsselloch, 2019

Pointe de la Courtine ist ein markanter Felsvorsprung an der Alabasterküste in der Normandie in Frankreich. 
Der von braun-schwarzen Lagen aus Feuersteinen durchzogene weiße Kreidefelsen gehört zum Gebiet der Gemeinde Étretat. Südlich schließt sich der Strand Plage du Tilleul an, der sich bis zum Pointe du Fourquet erstreckt. Nördlich befindet sich die bekannte Felsformation Manneporte.
Der Felsvorsprung ragt als Teil der Steilküste etwa 100 Meter nach Nordwesten in den Ärmelkanal hinein und erreicht eine Höhe von bis zu 36 Metern. In seiner Westfront befinden sich mehrere Löcher und Eindellungen. In der Zeit, in der an der Steilküste gewerbsmäßig Kieselsteine gesammelt wurden, dienten diese Hohlräume für die Zwischenlagerung gesammelter Kieselsteine bei Ebbe. Während der Flut wurden die Steine dann von dort in Boote übernommen. Besonders auffällig ist ein den Felsvorsprung durchstoßendes Loch, das an ein Schlüsselloch erinnert.